# Herd (Medizin)
Ein Herd, Krankheitsherd oder Herdgeschehen (auch Fokus) bezeichnet in der Medizin eine lokale, pathologische Veränderung, die eine Wirkung in herdfernen Bereichen oder im Gesamtorganismus auslösen kann. Ist der Ausgangspunkt eine Infektion, spricht man von einem Infektionsherd.

## Allgemeinmedizin
Die von einem (antibiotisch bzw. operativ zu behandelnden) „streuenden Herd“ (zum Beispiel Zahn, Mandel, Gallenblase, Eierstock oder Wurmfortsatz) ausgehende Ausbreitung (Streuung) in andere Gebiete nennt man Dissemination, bei Tumoren Metastasierung. Dehnt sich ein Herd direkt in das benachbarte Gewebe aus, spricht man auch von Propagation.

## Onkologie
Vor Einleitung einer onkologischen, mit einer Schwächung des Immunsystems einhergehenden Behandlung sind Herdgeschehen im Zahnbereich abzuklären, können sie doch Ursache für schwere Entzündungen bis hin zur Sepsis sein.

## HNO
Beispielsweise kann eine Immunreaktion bei einer chronischen Entzündung der Rachenmandeln auch in anderen Organen zu entzündlichen, hyperergischen Reaktionen führen.

## Neurologie
Eine umschriebene Hirnschädigung kann verschiedenste Fernwirkungen wie Lähmungen, sensorische Ausfälle oder epileptische Entladungen nach sich ziehen. Diese Auswirkungen können verursacht sein durch Unterbrechung von Nervenbahnen, pathologisch-anatomisch nachweisbare Schädigungen von Hirnzentren oder auch durch elektrophysiologisch fassbare Funktionsstörungen, die dann u. U. als epileptogene Herde bezeichnet werden oder einfach als unspezifische bioelektrische Anomalie hinsichtlich der Form-, Amplituden- oder Phasenunterschiede gegenüber den registrierten EEG-Potentialen der benachbarten bzw. kontralateralen Hirnregionen auffallen.

## Zahnmedizin
Im Jahr 1801 erkannte der Arzt Benjamin Rush den Zusammenhang von Zahnerkrankungen mit anderen Krankheitsherden (im Sinne der späteren Lehre von der Fokalinfektion).